# Thermothérapie
Pour le traitement en cancérologie, voir Thermothérapie (cancérologie).
La thermothérapie est une technique médicale et phytomédicale qui consiste à employer un dispositif induisant la variation de la température (par hyperthermie ou hypothermie), ou une médication agissant sur la thermorégulation, à des fins thérapeutiques.

## Utilisations
La rhumatologie ou l'orthopédie utilisent une thermothérapie à visée antalgique.
Les propriétés de variations de température sont utilisées dans la méthode du packing.
- Chirurgie : orthopédique, rhumatologique, plastique, dentaire.
- Rééducation fonctionnelle : médecine du sport, dermatologie, médecine esthétique.

La thermothérapie est utilisée pour assainir les plantes atteintes de micro-organismes pathogènes (voir thermothérapie des agrumes)

## Procédés
La thermothérapie est utilisée pour ses effets hyper- ou hypothermiques localisés, elle est considérée comme approche non invasive en application thérapeutique. Cette méthode est largement utilisée pour traiter les patients après des interventions chirurgicales ou des blessures. Elle est appliquée également pour stopper les saignements (par vasoconstriction) et éviter le gonflement, l’hématome et la douleur. Cette approche non invasive se base sur des seuils de température qui n’ont aucune incidence en effets secondaires (gonflement, brûlure, hypérémie réactive, paralysie neurologique, etc.).
Les variations de températures peuvent être de 10 °C à 40 °C.